# CB Ciudad de Huelva
CB Ciudad de Huelva war ein spanischer Basketballverein aus Huelva.

## Geschichte
Der Verein wurde 1996 gegründet. Er startete in der neugegründeten zweiten spanischen Basketball-Liga, der Liga Española de Baloncesto. Am Ende der Saison stieg Huelva in die Liga ACB auf. Kaum in dieser angekommen stieg man als Tabellen-17. direkt wieder ab. Von nun an etablierte sich der Klub in der zweiten Liga, ohne ernsthaft in Gefahr zu geraten, abzusteigen, aber auch ohne echte Chance auf einen erneuten Aufstieg in Liga 1. In der Saison 2004/05 erreichte das Team das Halbfinale der Play-offs um den Aufstieg. Ein Sieg hätte den Aufstieg bedeutet, aber Baloncesto Fuenlabrada gewann die enge Serie mit 3:2. Zwei Jahre später gelang die Mannschaft nochmal ins Viertelfinale, wo diesmal Bàsquet Manresa zu stark für Ciudad war.
Schon vor der Saison 2007/08 hatte der Verein immense finanzielle Schwierigkeiten. Diese wurden im Laufe der Saison noch schlimmer, sodass der Klub Spieler verschenken musste, um diese von der Gehaltsliste zu bekommen. Zum Ende der Saison hatte Ciudad nur noch sechs Spieler unter Vertrag und wurde dennoch Zwölfter. Die angehäuften Schulden waren jedoch zu hoch, um einen Spielbetrieb aufrechterhalten zu können. Ciudad de Huelva löste sich im Juli 2008 auf.
Mit Club Baloncesto Huelva la Luz gibt es seit Ende 2008 einen neuen Basketballverein in Huelva.

## Halle
Der Verein trug seine Heimspiele im 5500 Plätze umfassenden Palacio de los Deportes de Huelva aus.

## Bekannte ehemalige Spieler
- Romeo Travis (2007–2008)
- Louis Campbell (2007)
- Nate Fox (2001)
- Darius Hall (2000–2001)